# Пространно житие на Константин-Кирил Философ
Пространно житие на Константин-Кирил Философ, с пълно заглавие Житие и деяния на блажения наш учител Константин Философ, първия наставник на славянското племе, е житие на свети Кирил с анонимен автор (често срещана практика в Средновековието), написано на старобългарски език. Прието е от историците, че автор на текста е свети Климент Охридски, ученик на братята свети Методий и свети Кирил.

### Детство на Константин
Според текста бащата на свети Методий и свети Кирил е бил праведният друнгарий Лъв, живеещ в Солун. В текста Лъв е сравнен с Йов. Със съпругата му (която знаем, че се е казвала Мария, макар това да не се споменава в текста) имали седем деца, най-малкото от което е Константин. Когато Константин се ражда, е даден на дойка, но той не искал бъде кърмен от друга жена освен майка си. Заради това тези добри родители решиха да не се събират вече, въздържайки се помежду си; и така преживяха в Господа като брат и сестра 14 години, докато ги раздели смъртта, без никак да нарушат обета си, казва авторът. Споменава се сцена, случила се години по-късно––на смъртното легло на Лъв Мария се тревожи как ще се грижи за Константин, но Лъв я успокоява: Вярвай ми, жено; надея се на Бога, че той ще му даде такъв баща и настойник, който устройва всички християни, след което авторът се връща към детството на Константин. 
Когато е на 7 години, Константин сънува сън и го разказва на родителите си. В съня на Константин стратегът събира всички девойки от нашия град и казва на Константин, избери си от тях, която искаш твоя връстница, за съпруга и помощница. Константин разглежда всички, вижда една най-красива между тях, със светнало лице и богато украсена със златни мъниста, с бисери и с всякакви украшения, която се казва София. Избира нея.
Когато го дават на обучение, Константин се справя много добре: Той с бистрата си памет преуспяваше в науката повече от всички други ученици. Един ден, когато с връстници излиза на лов, губи сокола си; от това момчето изпадна в униние и скръб и два дни не яде нищо. Авторът обяснява, че Бог е накарал сокола да се изгуби, за да не се отдаде Константин на житейски удоволствия. След този случай Константин решава, че ще поема друг път, който е по-добър от тоя, и няма да прахосвам дните си в шума на този живот. Отдава се на наука и научава наизуст трудовете на свети Григорий Богослов. Рисува на стената кръст и пише: 
| „ | O, Григорие, човече по тяло и ангеле по дух! Ти, бидейки човек по тяло, наистина се явяваш като ангел; защото твоите уста, като устата на един от серафимите, прославят Бога и просвещават цялата вселена чрез изяснение на правата вяра. Приеми, прочее, и мене, който коленича пред тебе с вяра и любов, и ми бъди учител и просветител! | “ |

Дори изпада в униние, тъй като не може да разбере всичко написано от Григорий Богослов. Отива при един чужденец, който беше опитен в граматиката, пада в краката му и го моли да му бъде учител. Чужденецът му отказва, защото съм се зарекъл до края на живота си да не уча никого на това. Константин му предлага 1⁄7––своя дял––от бащиния си дом, но чужденецът отново го отхвърля. Тъжен, Константин се прибира у дома и прекарва много време в молитва.

### Делата на Константин-Кирил

#### Константин срещуАнис
Самият логотет научава за Константин и му предлага да учи в Магнаурската школа в Константинопол. Константин отива; изучи Омир и геометрията, а при Лъва и при Фотия––диалектиката и всички философски науки, а освен тях и риториката, и аритметика, и астрономия, и музика, и всички други елински изкуства. Виждайки добротата на Константин, логотетът му дава власт над целия свой дом и му позволи да влиза свободно в царските палати, освен това започва да говори по богословски теми с него. Логотетът му оказваше всякакви достойни почести и му даваше много злато, но Константин не приема. Предлага му дъщеря си за съпруга и в бъдеще да стане стратег, но Константин отказва и това. По предложение на логотета към императрицата, младежът става библиотекар в Света София.
Константин прекарва известно време там, след което се скрива в манастир на брега на Мраморно (наречено в житието Тясното) море. Намират го след 6 месеца търсене. Тъй като отказва да се върне в Света София, го помолиха да приеме преподавателска катедра и да преподава философия на туземци и чужденци, със съответния служебен чин и заплата. Той прие това.
По това време Йоан VII Граматик, наречен в житието Анис, е патриарх и води политика на иконоборчество. Чрез църковен събор е свален и изгонен от Константинопол. Императорът и благородството пращат Константин да обори Анис. Анис два пъти изпитва срам и е победен.

#### Константин срещусарацините
Когато е на 24, Константин е пратен да обори сарацините, които повдигнаха хула против единната божественост. Не е известно до кой град на тогавашния Арабски халифат със столица Багдад е пътувал заедно с Георгий Полаша. Авторът описва пристигането им така: Като пристигнаха там, те видяха странни и гнусни неща, които безбожните агаряни бяха извършили за поругание и присмех на християните, които живееха в ония места благочестиво в името на Христа, веднага след което разказва за спора на Константин със сарацините. 
Константин казва на сарацините: Виждам демонски образи [нарисувани на някои врати] и мисля, че вътре живеят християни; демоните, като не могат да живеят с тях, бягат вън от тях. А там, където няма това изображение отвън, те живеят вътре заедно с хората.
По-късно, когато сяда на обяд с мъдри и книжовни люде, изучени добре в геометрията, в астрономията и в другите науки, Константин казва, че християнството не е лесно разбираемо учение, а ислямът е такова, затова е по-лесно да си мюсюлманин. Цитира Корана и пророка Мухаммад; сарацините също цитират Новия завет. В спора на Константин и сарацините се вижда вековното културно и политическо съревнование между византийците и арабите. Накрая, разгневени, арабите опитват да отровят Константин, но Бог го спасява. 

#### Хазарски пратеници, Херсон, свети Климент, маджари, при хазарите, фулското племе
Известно време след като се връща във Византия, Константин става монах в планината Олимп в Мала Азия, където такъв вече е големият му брат Методий. Тогава при византийския император пристигат пратеници от Хазарския каганат. Пратениците казват, че, макар отскоро да са християни, имат натиск от страна на евреите да приемат юдаизма и от страна на сарацините, да приемат исляма. В посланието на каганата се казва: Ние пращаме пратеници при вас — защото вие сте велик народ и владеете царството от Бога, — като искаме от вас съвет и ви молим да ни пратите учен мъж; ако той обори евреите и сарацините, ние ще приемем вашата вяра.
Императът се обръща към Константин, вече приел монашеското име Кирил. Кирил тръгва на път. В Херсон той изучи еврейския език и книжнина и преведе осемте части на граматиката, от което придоби по-голямо познание. Там се сапознава със самарянин, от който получава самарянски книги и научава и този език. 
Тогава научава, че мощите на свети Климент I Римски са все още в морето. Казва: Вярвам на Бога и се надявам на свети Климента, че ще го намеря и ще го извадя от морето. Успява да убеди неназован по име архиепископ да разреши експедиция за търсене на тялото на свети Климент. След като намират мястото с кораб, копаят и изваждат мощите.
По това време хазарите превземат обсажда неизвестен християнски град. Кирил––без колебание––отива да говори с него и го укротява. Воеводата на хазарите обещава да се покръсти и Кирил си тръгва. 
Докато се моли, го нападат маджари; той продължава молитвата си, заради което маджарите по божие повеление се укротиха и започнаха да му се покланят. Кирил тръгва към Хазарския каганат и––след като е посрещнат от човек, на който показва колко е мъдър в разговор––е приет от самия каган, който е юдаист. Спори с останалите хазари, също юдаисти; когато остава сам с кагана, му казва, че хазарите трябва да спрат обрязването. По-късно, когато говори с още хазари, го повтаря и добавя, че трябва да започнат да се кръщават, защитава иконопоклонничеството, обяснявайки разликата между образ и идол.
Авторът казва: От многото ние, като ги съкратихме, изложихме тук само малко––колкото за знание; а който иска да подири тези беседи, както са, в пълнота, ще ги намери в съчиненията му, които преведе нашият учител архиепископ Методий, като ги раздели на осем части. Там ще види силата на словото по божия благодат.
Когато вечеря с архиепископа на Херсон, Кирил го моли да го благослови. Когато го питат защо го е направил, той отговаря, че архиепископът утре ще умре––и така става. 
При фулското племе (Херсон) има дъб, сраснал се с череша, който те смятат за свещен. Кирил отива при тях и, като ги убеди с благи думи, ги убеждава да го отсекат и изгорят.

#### Завръщане във Византия, Моравска мисия
Когато се връща в Константинопол, в Света София превежда три стиха––на еврейски и самарянски––които са пророчество за раждането на Иисус Христос. Пратеници на Великоморавия предават писмо на император Михаил от княз Ростислав, с което го моли да им прати учител. Тъй като моравците нямат писмен език, Кирил се отдава на молитва, след което––според автора, по волята на Бог––успява да измисли азбука за езика им, на която написва: В началото беше Словото и Словото беше у Бога, и Бог беше Словото. Във Великоморавия Кирил прекарва 4⅓ години, обучавайки учениците си. 

#### Италия
Когато си тръгва от Великоморавия, живее във Венеция. По-късно отива в Рим, където е посрещнат от самия Адриан II, който по-късно отхвърля Триезичната догма. Няколко дни поред отслужват литургии в различни църкви––Свети Петър, Света Петронила, Свети Андрей, Свети Павел. Тук Кирил започва да се разболява: Сполетяха го много мъки и той се разболя.
Умира на 14 февруари 869 и последните му думи са: Благословен е Бог, който не ни предаде за плячка в зъбите на нашите невидими врагове, но разкъса техните примки и ни избави от тяхната гибел.
Папа Адриан нарежда да му направят погребение, каквото биха направили на самия папа. Свети Методий казва, че по клетва към майка им трябва Кирил да бъде погребан в манастира на брат си. Папата е убеден от римските епископи да го погребат в Рим, след като от толкова места, на които е бил, Бог е решил Кирил да почине тук. Папата казва на свети Методий, че ще погребе брат му в църквата на свети Петър. Свети Методий обаче моли да погребат брат му в църквата на свети Климент Римски, с чиито мощи е дошъл тук. Папата се съгласява.
Преди да го погребат, опитват да отворят ковчега, за да проверят дали нещо липсва, но по волята на Бог не успяват. Погребват го и там веднага започват да се случват чудеса.